# Gilles Durieux
 (février 2021).
Pour les articles homonymes, voir Durieux.
Gilles Durieux est un auteur, scénariste, journaliste, photographe et critique de cinéma français, né le 19 mai 1934 à Lesneven (Finistère) et mort le 31 mai 2023 à Landerneau,. Il a également été adjoint du président du Festival de Cannes, Robert Favre Le Bret.

## Biographie
Gilles Durieux est d'abord journaliste à la revue hebdomadaire de faits divers Radar, à la revue Cinémonde puis est engagé comme responsable de la fiction à la chaîne Canal+, aux côtés d'Albert Mathieu. Il est nommé responsable du bureau des comédiens du Festival de Cannes puis directeur du service de presse de l'association professionnelle Unifrance Films. Il est auteur d'essais, de biographies et de poésies avec des ouvrages comme Brûlante Nue (1960), À la tour Montparnasse les bateaux sont morts (1971), D'autres trois-mâts dans tes cheveux (1985), Le Vert Voyou des prés (1992) ou encore Ex-voto à l'or muscade (2000).

## Publications
- Brûlante Nue, Chambellan éditions, 1960.
- Trente ans et vingt-cinq films, 1963, avec Gilles Durieux comme éditeur scientifique.
- À la tour Montparnasse les bateaux sont morts, Paris, Saint-Germain-des-Prés Éditions, 1971.
- Édith et Marcel, Paris, Ramsay, 1983.
- D'Autres trois-mâts dans tes cheveux, Paris, Saint-Germain-des-Prés, 1985.
- Les Aventuriers du Nouveau Monde, Paris, Albin Michel, 1986.
- Santa Barbara, 1988.
- Le Vert Voyou des prés, Paris, Le Milieu du Jour éditeur, 1992.
- Dans le vert voyou des prés, Paris, Le Milieu du jour, 1995.
- Le Grand Livre de la pétanque, 1997.
- Lady Di, Monaco, éditions du Rocher, 1998.
- Tabarly, un marin devant l'éternité, Monaco, éd. du Rocher, 1998.
- Pensées, répliques, textes et anecdotes, 1999, avec Gilles Durieux comme directeur de publication.
- Ex-voto à l'or muscade, Paris, Le Cherche midi, 2000.
- Piaf et moi, Paris, Flammarion, 2000.
- Lino Ventura, Paris, Flammarion, 2001.
- Jean Marais : Biographie , Paris, éditions Flammarion, 2005  (ISBN 9782080684325).
- Jean Yanne : Ni Dieu ni Maître (même nageur), Le Cherche midi, 2005.
- Ma malle pèse 57 kilos sans mon galurin gris, Paris, Le Cherche midi, 2006.
- Villeret, du rire aux larmes, Paris, Archipel, 2007.
- Belmondo, Paris, Le Cherche midi, 2008  (ISBN 2749106958).
- L'étoile qui tombait, pardieu la belle fête !, Paris, Le Cherche midi, 2010.